# Ду Кайвэнь
Ду Кайвэ́нь (кит. 杜凱文, пиньинь Dù Kǎiwén, 28 июня 1991, Тайчжун) — тайваньский дзюдоист лёгкой и полулёгкой весовых категорий, выступает за сборную Китайского Тайбэя с 2008 года. Участник летних Олимпийских игр в Лондоне, серебряный и бронзовый призёр восточноазиатских чемпионатов, серебряный призёр молодёжного чемпионата Азии, участник многих турниров национального и международного значения.

## Биография
Ду Кайвэнь родился 28 июня 1991 года в городе Тайчжуне. Впервые заявил о себе в сезоне 2008 года, уже в возрасте семнадцати лет в лёгком весе выиграл бронзовую медаль на домашнем международном турнире в Тайбэе и выступил на юниорском чемпионате мира в Бангкоке, где сумел дойти до стадии 1/8 финала. Год спустя занял седьмое место на молодёжном мировом первенстве в Париже, проиграв в четвертьфинале будущему чемпиону мира японцу Дзюмпэю Морисите.
Первого серьёзного успеха на взрослом международном уровне добился в 2010 году, когда попал в основной состав тайваньской национальной сборной и побывал на восточноазиатском чемпионате по дзюдо в Макао, откуда привёз награду серебряного достоинства, выигранную в полулёгкой весовой категории. Кроме того, в этом сезоне получил серебро на молодёжном чемпионате Азии в Бангкоке и дошёл до 1/8 финала на гран-при Циндао.
В 2012 году Ду стал седьмым на азиатском первенстве в Ташкенте — в четвертьфинале проиграл казаху Сергею Лиму, тогда как в утешительных поединках за третье место был побеждён представителем Киргизии Исламом Баялиновым. Позже получил бронзовую медаль на восточноазиатском чемпионате в корейском Кочхане. Благодаря череде удачных выступлений удостоился права защищать честь страны на летних Олимпийских играх в Лондоне, тем не менее, выступил здесь крайне неудачно, в первом же поединке потерпел поражение от монгола Хашбаатарына Цагаанбаатара, бронзового призёра Игр 2004 года, и лишился таким образом всяких шансов на попадание в число призёров.
После лондонской Олимпиады Ду Кайвэнь остался в основном составе дзюдоистской команды Тайваня и продолжил принимать участие в крупнейших международных турнирах, хотя поднялся при этом в лёгкую весовую категорию. Так, в 2015 году он занял седьмое место на домашнем этапе Кубка мира в Тайбэе и выступил на чемпионате Азии в Эль-Кувейте, где дошёл до стадии 1/8 финала, проиграв узбеку Шарофиддину Болтабоеву.